# دینامیک نیوتونی اصلاح‌شده

سرعت (A) مورد انتظار و (B) مشاهده شدۀ ستارگان به صورت تابعی از فاصله‌شان از مرکز کهکشان

در فیزیک٬ دینامیک نیوتونی اصلاح‌شده (به انگلیسی: Modified Newtonian Dynamics)، یا به طور خلاصه MOND، فرضیه‌ای است که تلاش می‌کند با اصلاح قانون گرانش نیوتون، مسئلۀ چرخش کهکشانی را توضیح دهد. در کهکشان‌ها، سرعت چرخش ستاره‌ها و گازها به دور مرکز کهکشان یکنواخت است که با پیش‌بینی قانون جهانی گرانش نیوتون مغایر است. این قانون پیش‌بینی می‌کند که اجرام دورتر باید با سرعت کمتری بچرخند. مانند سامانۀ خورشیدی، که سیاره‌های دورتر با سرعت کمتری به دور خورشید می‌چرخند.
این فرضیه در سال ۱۹۸۳ توسط موتی میلگرام (به انگلیسی: Mordehai Milgrom) برای مدل کردن این نتایج مطرح گردید.
وی بیان کرد که قانون گرانش نیوتون تنها در شرایطی که شتاب گرانش به اندازۀ کافی بزرگ است تأیید شده‌است و برای شتاب‌های بسیار ناچیز باید اصلاح شود. این نظریه بیان می‌کند که در چنین شرایطی، شتاب به طور خطی با نیروی گرانشی وارد شده متناسب نیست و رابطه‌ای غیرخطی دارد.
این فرضیه در مقابل فرضیۀ محبوب‌تر ماده تاریک قرار دارد که مشاهدات غیرعادی یاد شده را به وجود نوع ناشناخته‌ای از ماده در کهکشان‌ها نسبت می‌دهد که توزیع جرم در کهکشان‌ها را با آنچه که تنها با در نظر گرفتن مادۀ معمول مشاهده می‌شود متفاوت می‌کند. در این رهیافت، ماده تاریک به تنهایی و بدون نیاز به اصلاح قانون گرانش، شتاب یکنواخت در کهکشان‌ها را توجیه می‌کند.

## ریاضیات دینامیک نیوتونی اصلاح‌شده
در MOND غیرنسبیتی، معادله پواسون
{\displaystyle \nabla ^{2}\Phi _{N}=4\pi G\rho }
به صورت زیر اصلاح می‌شود:
{\displaystyle \nabla \cdot \left[\mu \left({\frac {\left\|\nabla \Phi \right\|}{a_{0}}}\right)\nabla \Phi \right]=4\pi G\rho }
در اینجا {\displaystyle \Phi } پتانسیل MOND و {\displaystyle a_{0}} یک ثابت با مقدار تقریبی {\displaystyle 10^{-10}\,m/s^{2}} است.

## مطالعه بیشتر
- پاول کروپا: Dark Matter, Cosmology, and Progress, July 2010
- Bertone, Gianfranco (2010). Particle Dark Matter: Observations, Models and Searches. Cambridge University Press. p. 762. ISBN 978-0-521-76368-4. {{cite book}}: Cite has empty unknown parameter: |coauthors= (help)
- Mordehai Milgrom: MOND: time for a change of mind?, August 2009
- Mordehai Milgrom: Does Dark Matter Really Exist? بایگانی‌شده  در ۲۰۱۴-۱۰-۲۳ توسط Wayback Machine, Scientific American, August 2002
- Slosar, Melchiorri, & Silk: Did Boomerang hit MOND?, Physical Review D, November 2005
- Mordehai Milgrom: Do Modified Newtonian Dynamics Follow from the Cold Dark Matter Paradigm?, Astrophysical Journal, May 2002
- David Lindley: Messing around with gravity, Nature, 15 October 1992
- Bekenstein, Jacob D.: Modified Gravity vs Dark Matter: Relativistc theory for MOND, JHEP Conference Proceedings, 2005
- Massey, Richard; Rhodes, Jason; Ellis, Richard; Scoville, Nick; Leauthaud, Alexie; Finoguenov, Alexis; Capak, Peter; Bacon, David; Aussel, Hervé (2007). "Dark matter maps reveal cosmic scaffolding". Nature. 445 (7125): 286–290. arXiv:astro-ph/0701594. Bibcode:2007Natur.445..286M. doi:10.1038/nature05497. PMID 17206154.
- A. Yu. Ignatiev, Is Violation of Newton's Second Law Possible?, Phys. Rev. Lett. 98, 101101 (2007).
- Modified Newtonian dynamics om arxiv.org(I)Authority
- Modified Newtonian dynamics om arxiv.org(II)Review